# Hollóháza
Hollóháza porcelánjáról híres község Borsod-Abaúj-Zemplén vármegyében, a Sátoraljaújhelyi járásban. 236 hektáros kiterjedésével a vármegye második legkisebb közigazgatási területű települése.

## Fekvése
Az Eperjes–Tokaji-hegység (ezen belül a Zempléni-hegység) egyik völgyében terül el. A megyeszékhelytől, Miskolctól közúton 81 kilométerre északkeletre, Sátoraljaújhelytől 28 kilométerre északnyugatra, a magyar-szlovák határtól 3,5 kilométerre délre fekszik.
Közigazgatási határszélét szinte minden irányból Füzérhez tartozó külterületek veszik körül, csak azért nem tekinthető Füzér enklávéjának, mert egy-egy rövidke szakaszon határos Füzérkomlóssal és a már Szlovákiához tartozó Eszkárossal (Skároš) is.

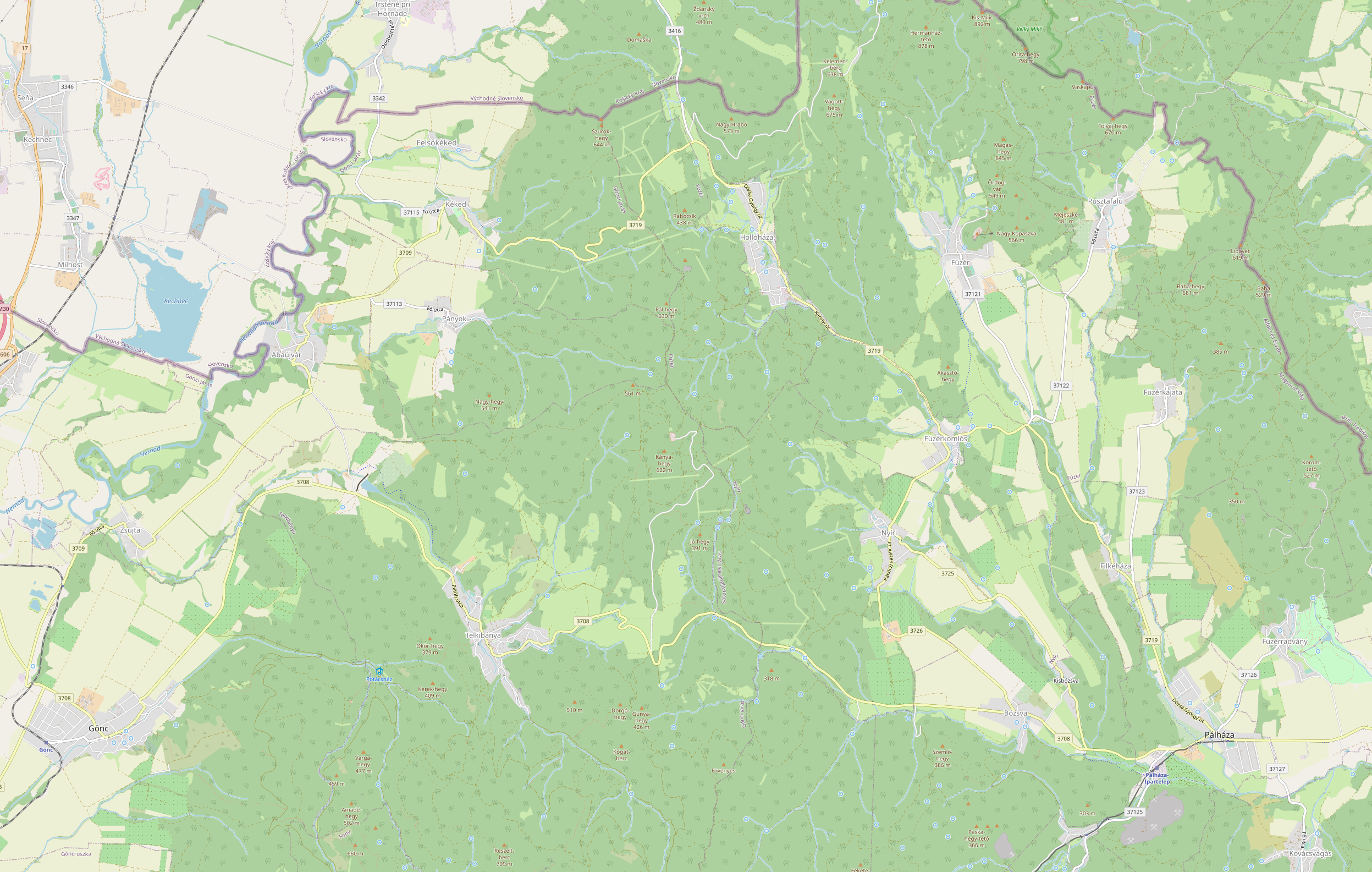
A község környékének térképe

A környező települések: nyugaton Kéked (8 km) és Pányok, északon Eszkáros (Szlovákia, 7 km), keleten Füzér (9 km), délkeleten Füzérkomlós (5 km) és Filkeháza (9 km), délen Nyíri, délnyugaton Telkibánya. A legközelebbi városok: Pálháza (12 km) és Gönc (21 km).

### Megközelítése
Csak közúton közelíthető meg, Kéked vagy Füzérkomlós érintésével a 3719-es úton, illetve az országhatár szlovák oldala felől a 37 124-es számú mellékúton.

## Története
A terület a honfoglalás óta lakott, 1270-ben említik először. A füzéri várhoz tartozott. Nevét a pálos rend címerállatáról, a hollóról kapta, de a középkorban Felsőkomlós néven is ismerték. A 17. században elnéptelenedett.
I. Lipót a Károlyi családnak adományozta a területet. Ők szlovák telepeseket telepítenek a faluba. 1777-ben üveghutát alapítanak Hollóházán, ez a mai gyár elődje. A 19. században a kis üveghuták már nem tudják felvenni a versenyt a nagyüzemekkel, így a szomszédos Telkibánya példájára Hollóháza hutáját kőedénygyárrá alakítják át. 1956-ban fokozatosan áttértek a porcelángyártásra, a Hollóházi Porcelánmanufaktúra ma is működik. Hollóházán található az Országos Kéktúra keleti végpontja.
1920-ban a település egy nagyon rövid ideig Csehszlovákiához tartozott, kivéve a porcelángyárat, amely marad Magyarországon. Ennek oka az volt, hogy a trianoni békeszerződés viszonylag laza körülírással határozta itt meg a határt („a helyszínén megállapítandó vonal, amely általában a keletre fekvő Ronyva és a nyugatra fekvő Bózsva medencéinek vízválasztó vonalát követi, azonban Pusztafalutól körülbelül 2 km-re keletre halad, a 869. magassági pontnál délnyugat felé fordul, a 424. magassági pontnál a kassa-sátoraljaujhelyi országutat átvágja és Abaújnádastól délre halad”). A gyárat akkor tulajdonló Károlyi család közbenjárására határkorrekciót végeztek el a területen, így két hét után a település is visszakerült Magyarországra.
2010. december 17-én helyezték forgalomba az 1 740 387 eurós beruházással elkészült, a szomszédos Eszkárosra vezető közutat.

## Közélete

### Polgármesterei
- 1990–1994: Novák Ferenc (HVK)[7]
- 1994–1998: Novák Ferenc (független)[8]
- 1998–2002: Smuczer Miklós (független)[9]
- 2002–2006: Koleszár Sándor (független)[10]
- 2006–2010: Koleszár Sándor (független)[11]
- 2010–2014: Koleszár Sándor (független)[12]
- 2014–2019: Hegedűsné Lovas Adrienn (független)[13]
- 2019–2024: Füzériné Odrobina Gabriella (független)[14]
- 2024– : Füzériné Odrobina Gabriella (független)[1]

## Népesség
A település népességének változása:
| Lakosok száma | 845  | 821  | 820  | 735  | 724  | 796  | 771  |
|               | 2013 | 2014 | 2015 | 2021 | 2022 | 2023 | 2024 |

2001-ben település lakosságának 96%-a magyar, 4%-a szlovák nemzetiségűnek vallotta magát.
A 2011-es népszámlálás során a lakosok 95,4%-a magyarnak, 0,5% cigánynak, 10,5% szlováknak mondta magát (4,1% nem válaszolt; a kettős identitások miatt a végösszeg nagyobb lehet 100%-nál). A vallási megoszlás a következő volt: római katolikus 75,9%, református 7,2%, görögkatolikus 3,1%, evangélikus 0,4%, felekezeten kívüli 3,3% (9,6% nem válaszolt).
2022-ben a lakosság 80,5%-a vallotta magát magyarnak, 18,1% szlováknak, 0,1-0,1% ukránnak, szlovénnek, görögnek, horvátnak, lengyelnek és cigánynak, 1,5% egyéb, nem hazai nemzetiségűnek (12,6% nem nyilatkozott; a kettős identitások miatt a végösszeg nagyobb lehet 100%-nál). Vallásuk szerint 54% volt római katolikus, 7,2% református, 3,2% görög katolikus, 0,7% egyéb keresztény, 0,6% evangélikus, 0,3% ortodox, 3% felekezeten kívüli (29,8% nem válaszolt).

## Látnivalók
- Porcelánmúzeum
- Szent László katolikus templom, Csaba László építész alkotása[18]

## Képgaléria

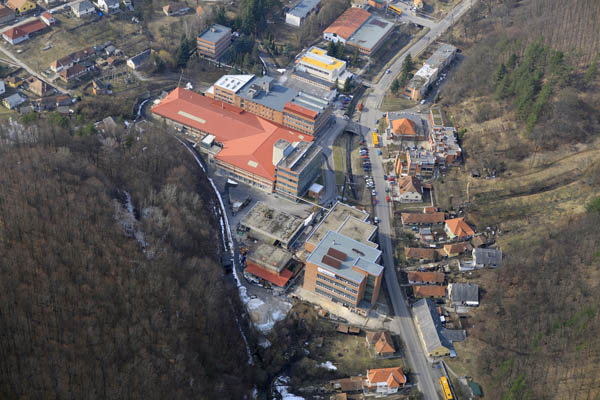
Légifotók a településről
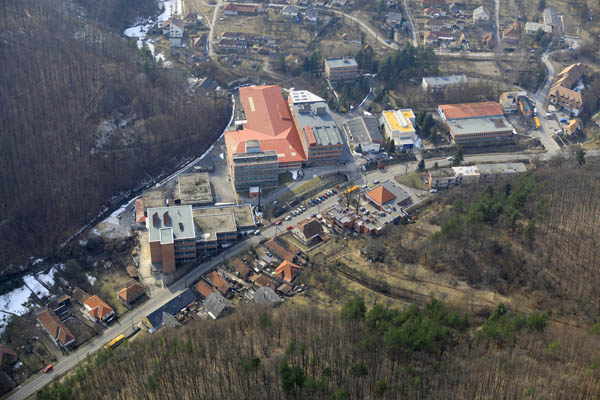
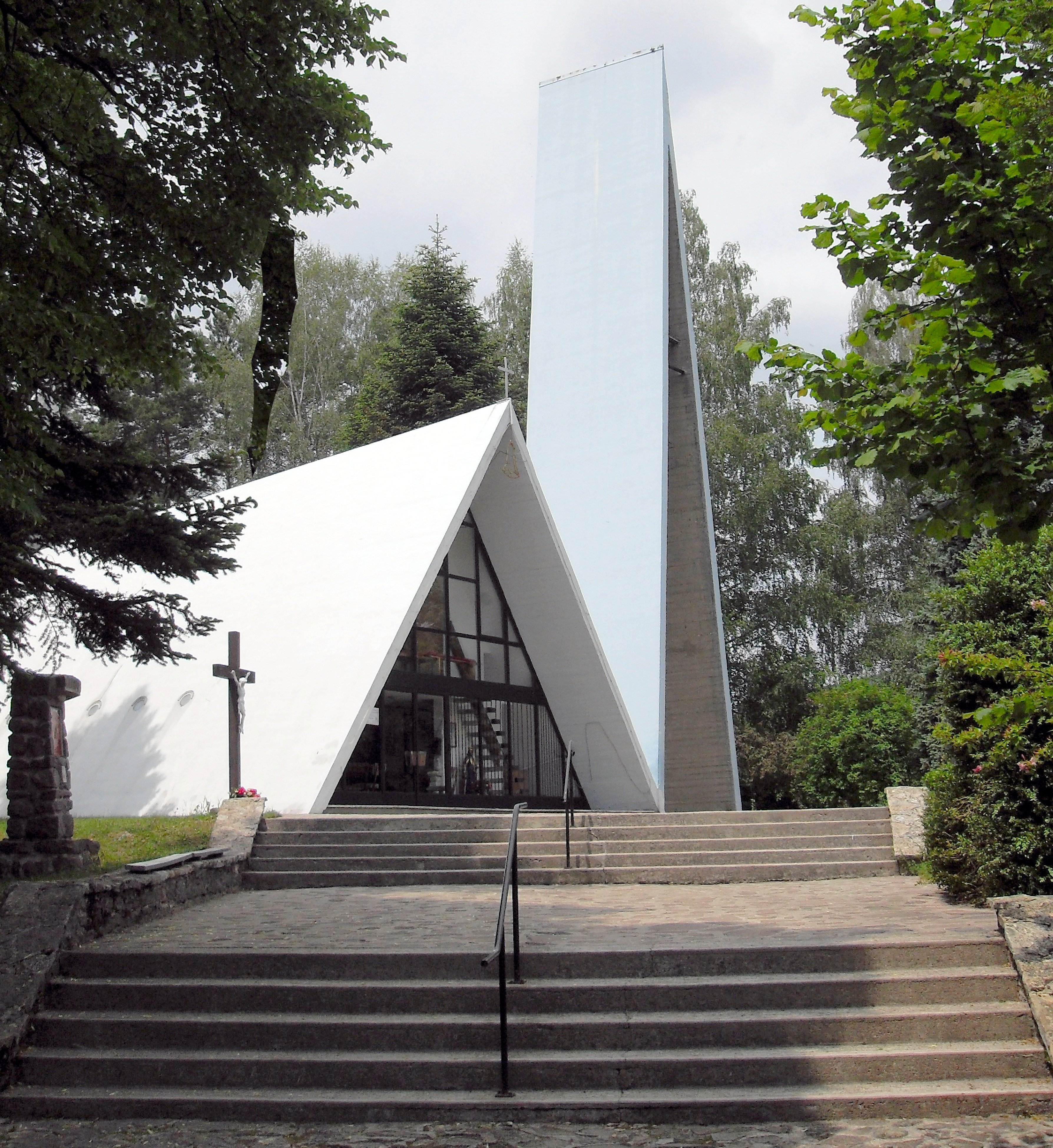
Szent László-templom (1964-1967 között épült)
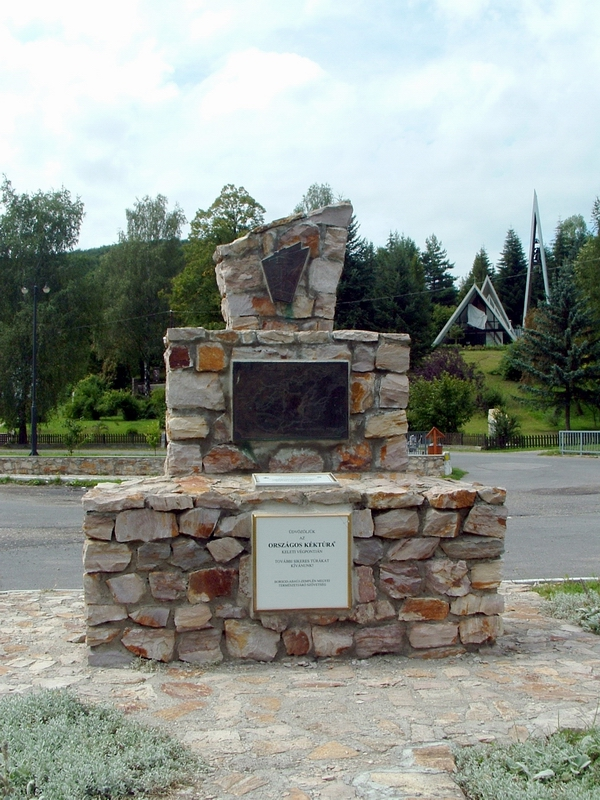
A Kéktúra végpontja Hollóházán